# Кэрсаспа
Кэрсаспа (авест. Сама Кэрсаспа; фарси Гаршасп или Гершасп) — герой иранской мифологии, драконоборец и победитель чудовищ.

## В «Авесте»
Его имя приводится как «Нарьямана Кэрсаспа» в «Ардвисур-яште» и «Замйад-яште» или «Сама Кэрсаспа» во «Фравардин-яште», просто Кэрсаспа в «Хом-яште».
Согласно И. В. Раку, первоначальной формой было «Сама кэрсаспа нарьямана» («Сама, стройных коней имеющий, мужественный»): позднее Кэрсаспа и Нарьямана были истолкованы как имена самостоятельных персонажей, предков Самы.
«Хом-яшт» называет его вторым сыном «Триты, лучшего из Самов», который был третьим из людей, выжимавших сок хаомы, и породил двух сыновей: законодателя Урвахшайю и воителя Кэрсаспу.
Кэрсаспа приносил жертву богине Ардвисуре у озера Пишина 100 коней, 1000 быков и 10000 овец, прося победы над служителями Друдж и «Гандарвой с золотыми пятками» у моря Ворукаша, и Ардвисура вняла его мольбе. Упоминаются 99999 фраваши, которые окружают Кэрсаспу, а также почитание фраваши самого Кэрсаспы, косматого обладателя дубины.
«Замйад-яшт» содержит довольно подробный рассказ о подвигах Кэрсаспы.: ему досталась третья из трёх частей хварно, отлетевшего от Йимы в облике птицы Варагн. К его подвигам относятся:
- убийство рогатого ядовитого змея Сэрвары, пожиравшего коней и людей;
- убийство «златопятого Гандарвы» и других врагов: девяти сыновей Патана, потомство Даштаяни и сыновей Нивики, Хитаспы в златом венце, Варэшавы Данайского и Питаоны;
- убийство Арэзошаманы.

Каменнорукий Снавидка похвалялся, что если повзрослеет, то запряжёт в свою колесницу Спэнта-Манью и Анхра-Манью, но Кэрсаспа убил его прежде того.
«Видевдат» упоминает, что Анхра-Манью наслал на землю Вэкерта паирику Хнафаити, которая заворожила Кэрсаспу.

## В пехлевийской литературе
Как правило, деяния Кэрсаспы в ней приписаны Саму. Есть лишь краткие упоминания, что Карсасп был братом Урвахша, и что Кэрсасп (сын Сама) сразит Дахака накануне конца света (при этом «Бундахишн» в этом же контексте говорит и о Саме).
Ривайят содержит подробные описания битв Кэрсаспы с Гандарепом (авест. Гандарва), которая длится 9 дней и 9 ночей в море; битвы со Сроваром; битвы с Патаной. Зато пехлевийские источники ничего не говорят о Снавидке, Даштаяни, Нивике, Варэшаве и Арэзошамане.

## В персидской литературе
Фирдоуси в «Шахнаме» упоминает его лишь бегло. Гершасп — отец Наримана (Нейрема), дед Сама и прапрадед Рустама, к которому и переходит функция борца с чудовищами.
Поэма Асади Туси «Гаршасп-наме» (XI век) описывает его подвиги.

## В компьютерных играх
Гершасп стал героем компьютерной игры Garshasp: The Monster Slayer, вышедшей в 2011 году. Иранские разработчики из студии Dead Mage Inc. выпустили игру о мифологическом герое Персии в жанре слэшер. В 2012 году студия выпустила аддон-приквел игры под названием Garshasp: Temple of the Dragon.